# Кабульский мятеж
Кабульский мятеж — антиправительственные выступления в Кабуле, вспыхнувшие 22 февраля 1980 года. Мятеж был направлен против присутствия советских войск в Афганистане. В первый день были просто демонстрации под антисоветскими лозунгами. Отмечалась роль провокаторов исламистских организаций. Эпизодом этого мятежа стало убийство младшего лейтенанта Александра Вовка (103-я дивизия ВДВ), ехавшего на УАЗе в районе "Зеленого рынка", в результате чего усилилась ожесточение и нетерпимость с обеих сторон. Город был заполнен разъяренными толпами. Огнестрельные ранения получили солдаты афганской армии. В районе проспекта Майванд и площади Пуштунистан горели автомобили. Обстрелу подверглось посольство СССР. Ходили слухи о жестокой расправе правительственных войск над демонстрантами, которых расстреливали с вертолетов, глушили низко летящими самолетами и давили бронетехникой. Однако впоследствии говорилось лишь о 15 погибших
Советские войска прямого участия в подавлении мятежа не принимали, блокируя подходы к городу. 24 февраля мятеж был подавлен.

## Последствия
23 февраля или 3-й Хут в современном Афганистане отмечается как день начала джихада против советских оккупантов и их приспешников.